# Сельское поселение «Село Хурба»
Се́льское поселе́ние «Село Хурба» — муниципальное образование в Комсомольском районе Хабаровского края Российской Федерации.
Административный центр — село Хурба.

## История
Статус и границы сельского поселения установлены Законом Хабаровского края от 28 июля 2004 года № 208 «О наделении посёлковых, сельских муниципальных образований статусом городского, сельского поселения и об установлении их границ».

## Население
| 2010  | 2011  | 2012  | 2013  | 2014  | 2015  | 2016  |
| ----- | ----- | ----- | ----- | ----- | ----- | ----- |
| 5957  | ↗6003 | ↗6300 | ↗6368 | ↘6340 | ↗6394 | ↘6286 |
| 2017  | 2018  | 2019  | 2020  | 2021  |       |       |
| ↘6277 | ↗6333 | ↘6298 | ↗6314 | ↘5046 |       |       |

## Состав сельского поселения
| № | Населённый пункт | Тип населённого пункта       | Население |
| - | ---------------- | ---------------------------- | --------- |
| 1 | Хурба            | село, административный центр | ↘5046     |